# Штехцойг

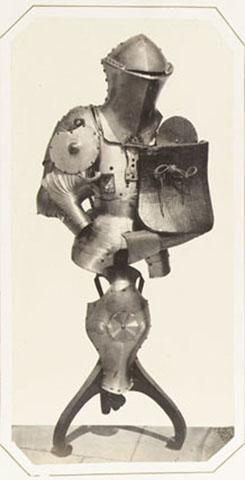
Штехцойг на вішалці, разом із захистом для кінської голови

Штехцойг (нім. Stechzeug) — посилений обладунок для кінних поєдинків в лицарських боях на списах.
Штехцойг з'явився в Європі на початку XV століття.
Мав закритий шолом типу «жаб'яча голова» з дуже товстої сталі, який кріпився на грудях трьома гвинтами. Кіраса була коротка з щитком (тарчем) на лівій стороні (додатковий захист серця). Праворуч до кіраси кріпився масивний гак для списа. До нагрудника приєднували начеревник, а до нього — дугоподібні смуги з товстої сталі, що прикривали стегна та коліна. Обладунок важив понад 40 кг. У військовій справі не використовувався.